# Aromatiserad vinbaserad dryck
Aromatiserad vinbaserad dryck syftar inom Europeiska unionen på en dryck baserad på vin som smaksatts med exempelvis kryddor, örter, essens eller fruktsaft. Den kan vara sötad men får till skillnad från aromatiserade viner inte innehålla tillsatt alkohol. Termen aromatiserad vinbaserad dryck definieras i Rådets förordning (EEG) nr 1601/91 i vilken det också framgår att ursprungsvinet inte får vara av retsina-typ och att slutprodukten inte får innehålla mindre än 50 procent vin.